# Neochlamisus bebbianae
Neochlamisus bebbianae là một loài bọ cánh cứng trong họ Chrysomelidae.